# Disomnia (película)
Disomnia (título original en inglés: Awake) es una película de suspenso de ciencia ficción y catástrofe estadounidense de 2021, dirigida por Mark Raso,  a partir de un guion que escribió junto a Joseph Raso, fue producida por Entertainment One y en coproducción por Paul Schiff Productions y distribuida por Netflix. Esta protagonizada por Gina Rodriguez, Ariana Greenblatt y Lucius Hoyos.
La película fue estrenada por Netflix el 9 de junio de 2021,y recibió críticas generalmente negativas de los críticos de la película que criticaron el final y la falta de silencio de los personajes.Sin embargo, alcanzó el número uno en todo el mundo en la plataforma cuando se lanzó.

## Sinopsis
Cuando un suceso global priva a los humanos de la capacidad de dormir, una exsoldado lucha por salvar a su familia mientras el caos se adueña del mundo y de su mente.

## Reparto
- Gina Rodriguez como Jill Adams[1]
- Ariana Greenblatt como Matilda Adams[1]
- Frances Fisher como Doris[1]
- Shamier Anderson como Dodge
- Finn Jones como Brian
- Lucius Hoyos como Noah[1]
- Gil Bellows como Dr. Katz
- Barry Pepper como Pastor
- Jennifer Jason Leigh como Dra. Murphy[1]

## Doblaje
| Personaje            | Actor original       | Actor de doblaje (Hispanoamérica) | Actor de doblaje (España)  |
| -------------------- | -------------------- | --------------------------------- | -------------------------- |
| Jill Adams           | Gina Rodriguez       | Betzabé Jara                      | Melania Pérez              |
| Matilda Adams        | Ariana Greenblatt    | Pamela Mendoza                    | Eva Iraola                 |
| Noah                 | Lucius Hoyos         | Emilio Treviño                    | Víctor Gómez               |
| Dodge                | Shamier Anderson     | Erick Selim                       | Ferran Carnicero           |
| Brian                | Finn Jones           | ¿?                                | Masumi Mutsuda             |
| Doris                | Frances Fisher       | ¿?                                | Mercedes Montalá           |
| Dra. Murphy          | Jennifer Jason Leigh | Gabriela Guzmán                   | Alicia Laorden             |
| Dr. Katz             | Gil Bellows          | ¿?                                | Juan Antonio Bernal        |
| Pastor               | Barry Pepper         | ¿?                                | José Posada                |
| Créditos Técnicos    |                      |                                   |                            |
| Estudio de doblaje   | N/A                  | Producciones Grande               | International Sound Studio |
| Dirección de doblaje | N/A                  | Alan Velázquez                    | Ramón Hernández            |
| Traductor            | N/A                  | ¿?                                | Judith Cortés              |
| Adaptador            | N/A                  | Patricia Martínez                 | Josep Sobrevia             |

## Producción
En mayo de 2019, se anunció que Gina Rodriguez se había unido al elenco de la película, con Mark Raso dirigiendo a partir de un guion de él y junto con Joseph Raso y distribuida por Netflix.En agosto de 2019, Jennifer Jason Leigh, Barry Pepper, Finn Jones, Shamier Anderson, Ariana Greenblatt, Frances Fisher, Lucius Hoyos y Gil Bellows se unieron al elenco de la película.
El rodaje se comenzó en agosto de 2019.

## Estreno
Disomnia se estrenó en todo el mundo en Netflix el 9 de junio de 2021.

## Recepción
En el sitio web del agregador de reseñas Rotten Tomatoes, el 24 % de los 51 críticas son positivas, con una calificación promedio de 4,4/10. El consenso del sitio web describió: «una película de desastre dispersa y superficial, Disomnia hará que las audiencias alcancen el botón de posponer».Metacritic, que utiliza una media ponderada, asignó a la película una puntuación de 35 a 100, basada en 13 de críticas, lo que indica a los críticos describió: «generalmente desfavorables».
Nick Allen en The Playlist lo llamó «abismal» y le dio a la película un «D». Describió que la película «prueba que no tiene idea de como presentar su única idea original con emociones visuales, y subestima tontamente cómo el rendimiento es clave para el terror como este».